# 徐锡宜
徐锡宜（1938年1月22日—2017年8月22日），男，上海人，祖籍江苏无锡，中国作曲家、指挥家，曾任中国爱乐男声合唱团团长、首席指挥，中国音乐家协会理事。